# Todd Lodwick
Todd Lodwick   (Steamboat Springs, 21 de novembre de 1976), és un esportista estatunidenc que va competir en esquí en la modalitat de combinada nòrdica. Va participar en sis Jocs Olímpics d'Hivern, entre els anys 1994 i 2014, obtenint una medalla de plata en Vancouver 2010, en la prova per equip (juntament amb Brett Camerota, Johnny Spillane i Bill Demong). Va guanyar tres medalles en el Campionat Mundial d'Esquí Nòrdic, en els anys 2009 i 2013.
Lodwick va ser l'encarregat de portar la bandera del seu país en la cerimònia inaugural dels Jocs Olímpics de Sochi 2014.

## Palmarès
| Jocs Olímpics     | Jocs Olímpics           | Jocs Olímpics | Jocs Olímpics              |
| Any               | Lloc                    | Medalla       | Prova                      |
| ----------------- | ----------------------- | ------------- | -------------------------- |
| 2010              | Vancouver ( Canadà)     | 2             | TG + 4×5 km per equip      |
| Campionat del món |                         |               |                            |
| Any               | Lloc                    | Medalla       | Prova                      |
| 2009              | Liberec ( Txèquia)      | 1             | TN + 10 km sortida en grup |
| 2009              | Liberec ( Txèquia)      | 1             | TN + 10 km individual      |
| 2013              | Val di Fiemme ( Itàlia) | 3             | TN + 4×5 km per equip      |